# Arremonops chloronotus
Arremonops chloronotus là một loài chim trong họ Emberizidae.